# Apostolos Bouglas
Apostolos Bouglas (Grieks: Απόστολος Μπούγλας) (Trikala, 16 maart 1989) is een voormalig Grieks weg- en baanwielrenner die in 2013 en 2014 reed voor SP Tableware. Zijn jongere broer Georgios is ook wielrenner.

## Overwinningen
2011
 Grieks kampioen ploegenachtervolging, Elite (met Alexandros Papaderos, Stavros Papadimitrakis en Christos Volikakis)
2014
 Grieks kampioen ploegkoers, Elite (met Georgios Bouglas)

## Ploegen
- 2008 –  Cosmote Kastro
- 2009 –  Heraklion-Nessebar
- 2010 –  Heraklion Kastro-Murcia
- 2011 –  KTM-Murcia
- 2012 –  Gios-Deyser Leon Kastro
- 2013 –  SP Tableware
- 2014 –  SP Tableware